# Kvænangen
69°56′24″N 22°2′59″Ø / 69.94000°N 22.04972°Ø
|  | Kvænangen (fjord) |
Kvænangen kommune (samisk: Návuona gielda) ligger i Troms og Finnmark fylke i Norge. Den grænser til Loppa i nord, Alta i øst, Kautokeino i syd, Nordreisa i sydvest, og Skjervøy i vest.
Navnet Kvænangen kommer af kvæner (kvener) som er norsk for «finsktalende folk», og angr som er norrønt for «fjord».
Erhvervslivet i Kvænangen har længe været baseret på primærerhvervene landbrug, skovbrug og fiskeri, men de fleste ansatte i kommunen arbejder i serviceerhvervene.
Kommunecenteret i Kvænangen er Burfjord.

## Tusenårssted
Kommunens tusenårssted er kulturlandsskabet Vapsgieddi/Noaidegieddi som har lokaliteter og hustomter fra ældre og yngre stenalder, jernalder og samiske tørve og barkhuse og offerpladser fra middelalderen.

## Personer fra Kvænangen
- Gunnar Kaasen († 1960), norsk-amerikaner i Alaska
- Jafet Lindeberg († 1962)
- Steinar Eriksen (1939-), politiker, stortingsrepræsentant 1985-1989
- Eva M. Nielsen (1950-), politiker, stortingsrepræsentant
- Carina Olset (1982-), journalist og kanalvært